# Propriedade (programação)
Propriedades, em programação, são funções membro que podem ser tratadas sintaticamente como se fossem campos. Propriedades podem ser de leitura ou escrita. Uma propriedade é lida chamando um método com nenhum argumento; uma propriedade é escrita chamando um método com seu argumento sendo o valor a a ser ajustado. É importante considerar que o valor a ser ajustado não necessariamente precisa ser passado como argumento. Por exemplo: quando a chamada a um método produz um valor interno, calculado ou não, este poderá ser utilizado para atribuição à propriedade; naturalmente que o argumento externo informado ao método, poderá contribuir na forma como tal valor será atribuído. Com isso conclui-se que, existe a possibilidade de chamada a um método de leitura que também receba argumentos e estes auxiliem na forma como a leitura procederá.